# Fusinus pauciliratus
Fusinus pauciliratus is een slakkensoort uit de familie van de Fasciolariidae. De wetenschappelijke naam van de soort is voor het eerst geldig gepubliceerd in 1962 door Shuto.